# 青木志貴
青木 志貴（あおき しき、1990年〈平成2年〉1月14日 - ）は、日本の声優、舞台俳優、司会者。富山県出身。KDエンタテインメント所属。

## 略歴
15歳の時に都内の高校へ編入するため単身上京。同時期から読者モデルや舞台などにも出演。
高校卒業後は、声優学校へ通うお金がなく将来について苦慮していた。そんな折、偶然にも動画投稿サイトの動画を観て興味を持ち「魔王」の名前でゲーム実況を始める。これが縁となりニコニコ生放送の公式放送へ出演するようになった。
より一層ゲームを通じさまざまな仕事に携わりたいと考え、ゲーム実況のリスナーの情報から『週刊ファミ通』（KADOKAWA）ゲーマーズエンジェルのオーディションに応募し、2013年1月に合格（応募時は蒼崎らむ名義）。
2013年2月25日に芸名を「青木志貴」に改名。
同年11月に三木プロダクションと契約し、十六夜フェレス（『神様と運命覚醒のクロステーゼ』）のオーディションに合格し声優デビュー。
その後は複数のオーディションに臨むも不合格が続く。2015年いっぱいで合格できなければ声優業を諦めるつもりだったが、マネージャーの紹介で受けた二宮飛鳥（『アイドルマスター シンデレラガールズ』）のオーディションに合格した。
2019年末ごろ、以前開設していたYouTubeチャンネルでの活動を再開し、2020年より本格的に動画投稿している。同年3月20日、チャンネル登録者数が10万人に到達した。Twitchでのゲーム配信も頻繁に行っている。
2021年3月10日、自身初の著書である『わがままに生きろ。』（KADOKAWA）を刊行。いじめに遭っていた学生時代や、後述する性自認の苦悩など、困難にぶつかっても常に前を向く姿を綴ったエッセイである。
2022年11月30日をもって三木プロダクションを離れ、同年12月1日よりKDエンタテインメントの所属となった。
2025年2月2日、出演予定だった舞台『魔法少女育成計画 F2P the STAGE〜First Chapter〜』（2月6日 - 10日）を体調不良のため降板し、当面は仕事を調整しての活動となることが発表された。
3月17日、医師から当面の静養が望ましいとの助言を受け、一時休養することが所属事務所より発表された。
8月1日、活動再開が発表された。当面は体調を考慮しながらの活動となる。

## 人物
芸名の「シキ」という名前の響きは『空の境界』の両儀式が由来。
日本人とフランス人のワンシックスティーンス。
「感情とか全くなさそう」とよく言われるほど冷たい印象を持たれることが多いが、実は涙もろく舞台でのあいさつではほとんど号泣しているとのこと。
オカルトマニアであり、数多くのオカルト話の知識を有する。特に、呪術・伝承・風習・まつりごとなどに精通。
高校時代にテキサス・ホールデムの大会で優勝経験がある。ゲーマーとして「魔王」の愛称を持ち、公式チャンネルなどに多数出演。コスプレイヤーとしても活躍。
『週刊ファミ通』三代目ゲーマーズエンジェル。かなりのコアゲーマーであり、TPSやRTS、FPSなど幅広いジャンルで活躍している。唯一苦手なジャンルはパズルゲーム。特に『FF14』のプレイには熱を入れている。メインジョブは暗黒騎士であり、機工城アレキサンダー律動零式も踏破済みである。両親はまったくゲームをやらず、ゲーム好きになったのはゲーマーである兄の影響が大きい。
男性役も演じたいと考えており、自分の見た目や性別に関係なく様々な役を演じられる声優になることが幼い頃からの夢だった。
幼い頃、10年ほど習っていたクラシックバレエで舞台やステージに立つ機会が多かったことから緊張しない性格。自身にとって初ライブである『シンデレラガールズ』の4thLIVEではそれらの経験が生かされている。
一人称は幼少時代より「自分」「僕」。2020年3月6日、性自認が男性であることを告白した動画をYouTubeに投稿し、再生数170万回を記録した。アンドロジナス。

## 出演
太字はメインキャラクター。

### テレビアニメ
2015年
- 俺物語!!（サスペンス映画の女優）

2017年
- カードファイト!! ヴァンガードG シリーズ（浅田マコト） - 2シリーズ
- アイドルマスター シンデレラガールズ劇場（2017年 - 2019年、二宮飛鳥） - 4シリーズ
- 神撃のバハムート VIRGIN SOUL（天使）
- パズドラクロス（クイナス）

2018年
- 3D彼女 リアルガール（2018年 - 2019年、筒井かおる、中学生） - 2シリーズ
- ルパン三世 PART5（女生徒C、女子高生）
- 狐狸之声（ユシン）

2019年
- 真・中華一番!（レオン〈少年〉、観衆）

2020年
- パズドラ（山崎ムツコ）
- ドラえもん（テレビ朝日版第2期）（右腕ミニ頭）

2021年
- EDENS ZERO（2021年 - 2023年、ホムラ・コウゲツ） - 2シリーズ
- 進化の実〜知らないうちに勝ち組人生〜（ローナ・キリザス）

2022年
- 黒の召喚士（女）

2023年
- 魔術士オーフェンはぐれ旅 シリーズ（ロッテーシャ） - 2シリーズ
- 冰剣の魔術師が世界を統べる（マリア＝ブラッドリィ）
- NieR:Automata Ver1.1a（2023年 - 2024年、マーガレット） - 2シリーズ
- Helck（アスタ）
- 自動販売機に生まれ変わった俺は迷宮を彷徨う（ヒュールミ）
- 冒険者になりたいと都に出て行った娘がSランクになってた（ライナス）
- 星屑テレパス（雷門瞬）

2024年
- 多数欠（鈴木理科）
- それいけ!アンパンマン（ガレットさん）

2025年
- アラフォー男の異世界通販（マーガレット、メイドA）
- わたしの幸せな結婚（甘水直〈幼少期〉）
- ＃コンパス2.0 戦闘摂理解析システム（リリカ）

### 劇場アニメ
- 宇宙戦艦ヤマト2202 愛の戦士たち（2017年、イリィ[29]）
- 機甲英雄 劇場版 我與我等於無限大（2023年、艾力克斯[30]）

### Webアニメ
2010年代
- ＃コンパス 戦闘摂理解析システム（2018年、リリカ）
- 機甲英雄 機鬥勇者 日本語版（2019年、艾力克斯）

2020年代
- アイドルマスター シンデレラガールズ劇場 Extra Stage（2020年、二宮飛鳥）
- 天空侵犯（2021年、二瀬真由子）
- パワフルプロ野球 パワフル高校編（2021年、美多村知秋）
- CINDERELLA GIRLS 10th Anniversary Celebration Animation ETERNITY MEMORIES（2022年、二宮飛鳥）
- Fate/Grand Order 藤丸立香はわからない（2023年 - 2024年、シオン・エルトナム・ソカリス） - 2シリーズ

### ゲーム
2015年
- ウォーターガール（早坂奈美）
- 神様と運命覚醒のクロステーゼ（十六夜フェレス）
- 戦国X
- 討鬼伝 極（雪女）
- ドラゴンネスト
- 妖怪百姫たん!（ぶらぶら、貧乏神）

2016年
- アイドルマスター シンデレラガールズ（2016年 - 2024年、二宮飛鳥） - 2作品
- 感染×少女（久須美由羅、風鳥撫子）
- ＃コンパス 戦闘摂理解析システム（魔法少女リリカ）
- タワーオブプリンセス（璃兎、輝夜の付き人）
- ドラゴンジェネシス -聖戦の絆-（フランシスカ）
- メダロット ガールズミッション（後藤さくら）
- ラストグノウシア（アルテミア）
- League of Legends（rikoSoba）

2017年
- グラナド・エスパダ（スカーレット）
- 刻のイシュタリア（ガラシャ）
- 武器よさらば（ゆかぴょん）
- 消滅都市2（ケイ）
- ドールズフロントライン（NZ75、PP-90）
- デスティニーチャイルド（エルドラド）
- パシャ★モン（タマコ、タケル）
- 幻獣契約クリプトラクト（2017年 - 2023年、ローラン、ハトホル、エンプレス）
- 問題のあるシェアハウス（白崎らら）

2018年
- エアリアルレジェンズ（クリスタ）
- エターナルダンジョン（濃姫）
- THE KING OF FIGHTERS ALLSTAR（クリス、オロチ）
- ひぐらしのなく頃に奉（古手梨花〈雛見沢停留所〉）
- グリモア〜私立グリモワール魔法学園〜（神宮寺茉理）

2019年
- クイズRPG 魔法使いと黒猫のウィズ（メーベル・テイラー）
- 神装の戦乙女（ホーネット）
- 不思議の幻想郷 -ロータスラビリンス-（ドレミー・スイート 他）
- 八月のシンデレラナイン（草刈ルナ）
- Home Sweet Home（ベル）
- 人狼狂（リブラ）

2020年
- エグゾスヒーローズ（アナスタシア）
- WACCA（リリィ）
- 東方LostWord
- 逆転オセロニア（ブルピアー）

2021年
- Faye/Sleepwalker（ディー）
- アイドルマスター ポップリンクス（二宮飛鳥）
- 東方ダンマクカグラ（封獣ぬえ）
- ポーカーチェイス（降谷慈恩）
- Fate/Grand Order（2021年 - 2024年、ジャック・ド・モレー）

2022年
- アーテリーギア-機動戦姫-（ダークディープ）
- #コンパス ライブアリーナ（2022年 - 2023年、リリカ）

### 吹き替え
- ファースト・デイ わたしはハナ！（2021年、サラ）

### CM
- 宇宙戦艦ヤマト2199 ソーシャルゲーム

### Web番組
- ファミ通feat.
- 闘会議TVファミ通TKG(生)
- 闘会議TVの音楽番組「げーおん!」（2016年4月22日）[64]
- Walker47
- ファミ通LIVE〜よしもとがゲームの生番組やってるよ〜
- ファミ通LIVEゲーマーズエンジェル
- 宇宙戦艦ヤマト2199公式放送　メインMC
- ドラゴンネスト公式放送
- タワーオブプリンセス公式放送
- モンスターハンターフロンティアG公式放送
- AimingFes2015
- 情報速達便 げむチャン
- BBゴローのホラーG況
- ゴー☆ジャス動画＠Game Market
- 【祝！SG初開催 鳴門オーシャンカップ】ニコニコボートレース部＠ＪＬＣ特別出張inなるちゃんホール
- 『スプラトゥーン』青木瑠璃子、青木志貴とみんなでいっしょにラストフェス！
- ディシディア ファイナルファンタジー公式生放送#4.5 新キャラSP
- モンドラちゃんねる(仮)#4
- 【緊急特番】「LOL*Spark」―今から始める『リーグ・オブ・レジェンド』
- 新作スマートフォンゲーム『ラストグノウシア』スペシャルステージ(9/17)【TGS2016】
- Twitch『青木志貴オフィシャルチャンネル』
- ニコニコチャンネル「青木志貴の友達フラグが立ちません…」（2019年 - ）

### コラム
- 青木志貴の魔王式随想（2016年9月16日[8] - 、MANTANWEB）

### テレビ
- めんたいワイド（2017年9月8日、福岡放送）
- バリはやッ!ZIP!（2017年9月13日、福岡放送） - VTR出演
- 東京暇人（2017年9月22日・29日、日本テレビ）
- 踊る!さんま御殿!!「夏の特大!さんま御殿 田中圭も激アツ参戦!超国民的アニメ声優祭」（2023年8月22日、日本テレビ）

### 雑誌
- 週刊ファミ通（グラビア・エンジェル日記掲載・エオルゼア倶楽部連載）
- JUNON（KINGLY MASK コラボモデル）
- アニメディア8月号（声優青木志貴のTwitch生配信レポートin浅草）

### イベント
- 2013東京ゲームショーMicrosoftブース　FF13ライトニングリターンズトークショー
- ニコニコ超会議2　SCEブース戦乱カグラ
- ニコニコ超会議3　超うたってみた　MC
- ロジクール製品発表会
- ニコニコ闘会議2015　スプラトゥーンMC
- DeToNator Fan Meeting Powered by Sycom MC
- 超☆汐留パラダイス！-2016SUMMER-特別企画【カラオケ戦隊 声優ジャー〜コミケの帰りに寄ってねSP〜】
- Logicool G CUP2016 Final

### 舞台
- 舞台 ドリームクラブ 〜国民総ピュア化計画☆エブリディが週末！？〜（2013年8月16日 - 18日、ラゾーナ川崎プラザソル） - 遙華 役
- ペルソナ4 ジ・アルティメット イン マヨナカアリーナ（2014年12月19日 - 23日、東京芸術劇場プレイハウス） - 天城雪子 役[65]
  - ペルソナ4 ジ・アルティマックス ウルトラスープレックスホールド（2016年7月6日 - 10日、シアターGロッソ） - 天城雪子 役
- 雛見沢停留所〜ひぐらしのなく頃に原典〜 - 古手梨花 役[66]
- ミュージカル「英雄伝説 閃の軌跡」（2017年1月8日 - 15日、Zeppブルーシアター六本木） - アンゼリカ・ログナー 役
- 舞台「エンブリオ」（2017年5月17日 - 21日、シアターサンモール） - 灰村ユキノ役
- 舞台「華枕 〜願い巡りて〜」（2018年4月11日 - 15日、ラゾーナ川崎プラザソル） - シロツバキ役
- 舞台「Stray Sheep Paradise」（2018年12月12日 - 16日、俳優座劇場） - ヒジリ 役[67]
  - Reading Story「Stray Sheep Paradise」～EGO・IDO～（2019年6月28日・30日、シアターサンモール） - ヒジリ 役
  - Stray Sheep Paradise:em（2019年8月15日 - 18日、あうるすぽっと） - ヒジリ 役[5][68]
- セブンス・パスクゥム学院 才能祭（2019年12月26日 - 27日） - ヒジリ 役
- 舞台「少女ヨルハ Ver1.1a」（2020年12月3日 - 6日、東京建物 Brillia HALL）‐ 二号 役[69]
- 舞台キューティーハニー Climax （2021年6月16日 ‐ 20日、シアター1010） ‐ 氷川涼 / ベリアル 役

## ディスコグラフィ

### キャラクターソング
| 発売日   | 商品名                                                                                               | 歌 | 楽曲                                         | 備考                                                                      |
| 2016年   | 2016年                                                                                               | 2016年 | 2016年                                       | 2016年                                                                    |
| -------- | --- | --- | -------------------------------------------- | ------------------------------------------------------------------------- |
| 3月2日   | THE IDOLM@STER CINDERELLA MASTER 043 二宮飛鳥                                                        | 二宮飛鳥（青木志貴） | 「共鳴世界の存在論」                         | ゲーム『アイドルマスター シンデレラガールズ』関連曲                       |
| 6月29日  | THE IDOLM@STER CINDERELLA MASTER Cool jewelries! 003                                                 | 鷺沢文香（M・A・O）、速水奏（飯田友子）、橘ありす（佐藤亜美菜）、塩見周子（ルゥティン）、二宮飛鳥（青木志貴） | 「咲いてJewel」 「Near to You」              | ゲーム『アイドルマスター シンデレラガールズ』関連曲                       |
| 6月29日  | THE IDOLM@STER CINDERELLA MASTER Cool jewelries! 003                                                 | 二宮飛鳥（青木志貴） | 「スカイクラッドの観測者」                   | ゲーム『アイドルマスター シンデレラガールズ』関連曲                       |
| 2017年   | | |                                              |                                                                           |
| 2月8日   | THE IDOLM@STER CINDERELLA MASTER EVERMORE                                                            | 城ヶ崎美嘉（佳村はるか）、前川みく（高森奈津美）、一ノ瀬志希（藍原ことみ）、神崎蘭子（内田真礼）、二宮飛鳥（青木志貴） | 「EVERMORE（M@STER VERSION）」               | ゲーム『アイドルマスター シンデレラガールズ』関連曲                       |
| 2月8日   | THE IDOLM@STER CINDERELLA MASTER EVERMORE                                                            | 相葉夕美（木村珠莉）、五十嵐響子（種﨑敦美）、市原仁奈（久野美咲）、一ノ瀬志希（藍原ことみ）、大槻唯（山下七海）、片桐早苗（和氣あず未）、鷺沢文香（M・A・O）、櫻井桃華（照井春佳）、塩見周子（ルゥティン）、橘ありす（佐藤亜美菜）、中野有香（下地紫野）、二宮飛鳥（青木志貴）、速水奏（飯田友子）、姫川友紀（杜野まこ）、宮本フレデリカ（髙野麻美） | 「Near to You」                              | ゲーム『アイドルマスター シンデレラガールズ』関連曲                       |
| 2月8日   | THE IDOLM@STER CINDERELLA MASTER EVERMORE                                                            | 大橋彩香、福原綾香、原紗友里、藍原ことみ、青木志貴、青木瑠璃子、飯田友子、五十嵐裕美、今井麻夏、上坂すみれ、内田真礼、桜咲千依、大空直美、大坪由佳、金子真由美、金子有希、木村珠莉、黒沢ともよ、佐藤亜美菜、下地紫野、洲崎綾、鈴木絵理、髙野麻美、高森奈津美、立花理香、種﨑敦美、千菅春香、東山奈央、長島光那、原優子、早見沙織、春瀬なつみ、渕上舞、牧野由依、松井恵理子、松嵜麗、三宅麻理恵、村中知、杜野まこ、安野希世乃、山下七海、山本希望、佳村はるか、ルゥティン、和氣あず未 | 「EVERMORE（4thLIVE MIX）」                  | ゲーム『アイドルマスター シンデレラガールズ』関連曲                       |
| 6月24日  | THE IDOLM@STER CINDERELLA GIRLS 5thLIVE TOUR Serendipity Parade!!! 静岡・幕張・福岡 会場オリジナルCD | 二宮飛鳥（青木志貴） | 「EVERMORE（M@STER VERSION）」               | ゲーム『アイドルマスター シンデレラガールズ』関連曲                       |
| 12月6日  | THE IDOLM@STER CINDERELLA GIRLS LITTLE STARS! 秋めいて Ding Dong Dang!                               | 神崎蘭子（内田真礼）、二宮飛鳥（青木志貴） | 「EVERMORE -しんげきRemix-」                 | テレビアニメ『アイドルマスター シンデレラガールズ劇場』関連曲             |
| 2018年   | | |                                              |                                                                           |
| 4月11日  | THE IDOLM@STER CINDERELLA GIRLS MASTER SEASONS SPRING!                                               | 二宮飛鳥（青木志貴）、藤原肇（鈴木みのり）、北条加蓮（渕上舞） | 「未完成の歴史」                             | ゲーム『アイドルマスター シンデレラガールズ』関連曲                       |
| 8月22日  | THE IDOLM@STER CINDERELLA GIRLS STARLIGHT MASTER 20 リトルリドル                                     | 双葉杏（五十嵐裕美）、城ヶ崎莉嘉（山本希望）、二宮飛鳥（青木志貴）、白坂小梅（桜咲千依）、早坂美玲（朝井彩加） | 「リトルリドル（M@STER VERSION）」           | ゲーム『アイドルマスター シンデレラガールズ スターライトステージ』関連曲  |
| 10月17日 | THE IDOLM@STER CINDERELLA GIRLS STARLIGHT MASTER 22 双翼の独奏歌                                     | 神崎蘭子（内田真礼）、二宮飛鳥（青木志貴） | 「双翼の独奏歌（M@STER VERSION）」           | ゲーム『アイドルマスター シンデレラガールズ スターライトステージ』関連曲  |
| 10月31日 | - | 二宮飛鳥（青木志貴） | 「お願い！シンデレラ」                       | ゲーム『アイドルマスター シンデレラガールズ スターライトステージ』関連曲  |
| 11月9日  | THE IDOLM@STER CINDERELLA GIRLS 6thLIVE MERRY-GO-ROUNDOME!!! MASTER SEASONS SPRING! SOLO REMIX       | 二宮飛鳥（青木志貴） | 「未完成の歴史」                             | ゲーム『アイドルマスター シンデレラガールズ』関連曲                       |
| 2019年   | | |                                              |                                                                           |
| 5月1日   | THE IDOLM@STER CINDERELLA GIRLS STARLIGHT MASTER 28 凸凹スピードスター                               | 二宮飛鳥（青木志貴） | 「反逆的同一性 -Rebellion Identity-」        | ゲーム『アイドルマスター シンデレラガールズ スターライトステージ』関連曲  |
| 5月22日  | THE IDOLM@STER CINDERELLA GIRLS LITTLE STARS! Max Beat                                               | 高垣楓（早見沙織）、鷹富士茄子（森下来奈）、二宮飛鳥（青木志貴）、松永涼（千菅春香）、大和亜季（村中知） | 「Max Beat」                                 | テレビアニメ『アイドルマスター シンデレラガールズ劇場』エンディングテーマ |
| 5月22日  | THE IDOLM@STER CINDERELLA GIRLS LITTLE STARS! Max Beat                                               | 二宮飛鳥（青木志貴） | 「Max Beat」                                 | テレビアニメ『アイドルマスター シンデレラガールズ劇場』関連曲             |
| 10月23日 | THE IDOLM@STER CINDERELLA GIRLS STARLIGHT MASTER 33 Starry-Go-Round                                  | 前川みく（高森奈津美）、大槻唯（山下七海）、姫川友紀（杜野まこ）、二宮飛鳥（青木志貴）、アナスタシア（上坂すみれ） | 「Starry-Go-Round（M@STER VERSION）」        | ゲーム『アイドルマスター シンデレラガールズ スターライトステージ』関連曲  |
| 11月8日  | THE IDOLM@STER CINDERELLA GIRLS 7thLIVE TOUR Special 3chord♪ Funky Dancing! 会場オリジナルCD         | 二宮飛鳥（青木志貴） | 「リトルリドル（M@STER VERSION）」           | ゲーム『アイドルマスター シンデレラガールズ スターライトステージ』関連曲  |
| 2020年   | | |                                              |                                                                           |
| 2月14日  | THE IDOLM@STER CINDERELLA GIRLS 7thLIVE TOUR Special 3chord♪ Glowing Rock! 会場オリジナルCD          | 二宮飛鳥（青木志貴） | 「双翼の独奏歌（M@STER VERSION）」           | ゲーム『アイドルマスター シンデレラガールズ スターライトステージ』関連曲  |
| 4月5日   | 刹那、轟く歓声                                                                                       | IN-HI 16 | 「No.1 HOLiC」 「IENAI」 「UNKNOWNS」        | ゲーム『八月のシンデレラナイン』関連曲                                    |
| 7月15日  | THE IDOLM@STER CINDERELLA GIRLS STARLIGHT MASTER 40 バベル                                           | 一ノ瀬志希（藍原ことみ）、二宮飛鳥（青木志貴） | 「バベル（M@STER VERSION）」                 | ゲーム『アイドルマスター シンデレラガールズ スターライトステージ』関連曲  |
| 10月7日  | THE IDOLM@STER CINDERELLA GIRLS STARLIGHT MASTER GOLD RUSH! 02 太陽の絵の具箱                        | 二宮飛鳥（青木志貴） | 「WHITE BREATH」                             | ゲーム『アイドルマスター シンデレラガールズ スターライトステージ』関連曲  |
| 2021年   | | |                                              |                                                                           |
| 2月17日  | THE IDOLM@STER CINDERELLA GIRLS Broadcast & Live Happy New Yell!!! オリジナルCD                      | 二宮飛鳥（青木志貴） | 「Starry-Go-Round（M@STER VERSION）」        | ゲーム『アイドルマスター シンデレラガールズ スターライトステージ』関連曲  |
| 4月25日  | 灼けつくエール                                                                                       | IN-HI 16 | 「1844より速く」 「最適解少女」              | ゲーム『八月のシンデレラナイン』関連曲                                    |
| 2022年   | | |                                              |                                                                           |
| 8月3日   | THE IDOLM@STER CINDERELLA GIRLS STARLIGHT MASTER R/LOCK ON! 07 ストリート・ランウェイ                | 砂塚あきら（富田美憂）、早坂美玲（朝井彩加）、堀裕子（鈴木絵理）、多田李衣菜（青木瑠璃子）、二宮飛鳥（青木志貴） | 「ストリート・ランウェイ（M@STER VERSION）」 | ゲーム『アイドルマスター シンデレラガールズ スターライトステージ』関連曲  |
| 8月3日   | THE IDOLM@STER CINDERELLA GIRLS STARLIGHT MASTER R/LOCK ON! 07 ストリート・ランウェイ                | 二宮飛鳥（青木志貴） | 「ストリート・ランウェイ（M@STER VERSION）」 | ゲーム『アイドルマスター シンデレラガールズ スターライトステージ』関連曲  |
| 2023年   | | |                                              |                                                                           |
| 2月11日  | THE IDOLM@STER M@STERS OF IDOL WORLD!!!!! 2023 明日きみにJewel                                       | 二宮飛鳥（青木志貴） | 「咲いてJewel」                              | ゲーム『アイドルマスター シンデレラガールズ』関連曲                       |
| 11月22日 | THE IDOLM@STER CINDERELLA GIRLS STARLIGHT MASTER HEART TICKER! 01 無限L∞PだLOVE♡                     | 辻野あかり（梅澤めぐ）、佐久間まゆ（牧野由依）、多田李衣菜（青木瑠璃子）、神崎蘭子（内田真礼）、木村夏樹（安野希世乃）、二宮飛鳥（青木志貴）、ナターリア（生田輝）、黒埼ちとせ（佐倉薫） | 「無限L∞PだLOVE♡（M@STER VERSION）」         | ゲーム『アイドルマスター シンデレラガールズ スターライトステージ』関連曲  |
| 11月22日 | THE IDOLM@STER CINDERELLA GIRLS STARLIGHT MASTER HEART TICKER! 01 無限L∞PだLOVE♡                     | 二宮飛鳥（青木志貴） | 「無限L∞PだLOVE♡（M@STER VERSION）」         | ゲーム『アイドルマスター シンデレラガールズ スターライトステージ』関連曲  |
| 2025年   | | |                                              |                                                                           |
| 3月19日  | THE IDOLM@STER CINDERELLA GIRLS STARLIGHT MASTER CRYSTAL QUALIA 03 EPHEMERAL AЯROW                   | 二宮飛鳥（青木志貴）、白雪千夜（関口理咲） | 「EPHEMERAL AЯROW(M@STER VERSION)」          | ゲーム『アイドルマスター シンデレラガールズ スターライトステージ』関連曲  |
| 3月19日  | THE IDOLM@STER CINDERELLA GIRLS STARLIGHT MASTER CRYSTAL QUALIA 03 EPHEMERAL AЯROW                   | 二宮飛鳥（青木志貴） | 「EPHEMERAL AЯROW(M@STER VERSION)」          | ゲーム『アイドルマスター シンデレラガールズ スターライトステージ』関連曲  |

## ライブ
| 公演日               | タイトル                                                                                             | 会場                               |
| -------------------- | --- | ---------------------------------- |
| 2016年10月16日       | THE IDOLM@STER CINDERELLA GIRLS 4thLIVE TriCastle Story Brand New Castle                             | さいたまスーパーアリーナ（埼玉県） |
| 2017年6月24日・25日  | THE IDOLM@STER CINDERELLA GIRLS 5thLIVE TOUR Serendipity Parade!!! 静岡公演                          | エコパアリーナ（静岡県）           |
| 2017年7月29日・30日  | THE IDOLM@STER CINDERELLA GIRLS 5thLIVE TOUR Serendipity Parade!!! 福岡公演                          | 西日本総合展示場（福岡県）         |
| 2017年8月13日        | THE IDOLM@STER CINDERELLA GIRLS 5thLIVE TOUR Serendipity Parade!!! さいたまスーパーアリーナ公演 Day2 | さいたまスーパーアリーナ（埼玉県） |
| 2018年11月11日       | THE IDOLM@STER CINDERELLA GIRLS 6thLIVE MERRY-GO-ROUNDOME!!! メットライフドーム公演 Day2             | メットライフドーム（埼玉県）       |
| 2019年11月9日・10日  | THE IDOLM@STER CINDERELLA GIRLS 7thLIVE TOUR Special 3chord♪ Funky Dancing!                          | ナゴヤドーム（愛知県）             |
| 2020年2月15日・16日  | THE IDOLM@STER CINDERELLA GIRLS 7thLIVE TOUR Special 3chord♪ Glowing Rock!                           | 京セラドーム（大阪府）             |
| 2020年4月5日         | ハチサマ4 Hachinai Music LIVE in 福生 -                                                              | 福生市民会館 大ホール（東京都）    |
| 2021年4月25日        | ハチサマ5 Hachinai Spring LIVE in 八王子                                                             | オリンパスホール八王子（東京都）   |
| 2021年5月27日        | THE IDOLM@STER CINDERELLA GIRLS NEXT LIVE発表会 SPECIAL STAGE                                        | 未来研スタジオ（東京都）           |
| 2021年12月25日・26日 | THE IDOLM@STER CINDERELLA GIRLS 10th ANNIVERSARY M@GICAL WONDERLAND TOUR!!! CosmoStar Land           | 愛知県国際展示場 ホールA（愛知県） |
| 2022年4月2日         | THE IDOLM@STER CINDERELLA GIRLS 10th ANNIVERSARY M@GICAL WONDERLAND!!! Day1                          | ベルーナドーム（埼玉県）           |
| 2022年5月14日        | バンダイナムコエンターテインメントフェスティバル 2nd                                                 | ZOZOマリンスタジアム（千葉県）     |
| 2022年9月3日・4日    | THE IDOLM@STER CINDERELLA GIRLS LIKE4LIVE #cg_ootd                                                   | 日本ガイシホール（愛知県）         |
| 2023年2月12日        | THE IDOLM@STER M@STERS OF IDOL WORLD!!!!! 2023 Day2                                                  | 東京ドーム（東京都）               |
| 2023年9月9日・10日   | THE IDOLM@STER CINDERELLA GIRLS Shout out Live!!!                                                    | 愛知県国際展示場 ホールA（愛知県） |
| 2024年4月6日         | THE IDOLM@STER CINDERELLA GIRLS UNIT LIVE TOUR ConnecTrip! 大阪公演                                  | Zepp Osaka Bayside（大阪府）       |

## 著書
- わがままに生きろ。（2021年3月10日、KADOKAWA、ISBN 978-4046802231）